# Froila Bermudes
Froila Bermudes (m. depois de 1092), filho de Bermudo Froilaz e de Lupa Rodrigues, foi um nobre galego nascido no início do século XI nas suas terras em Trasancos, dominado pelo seu grupo familiar, os Trava, desde o século IX

## Matrimónio e descendência
Casou duas vezes, a primeira vez com Elvira de Faro, filha de Menendo Bermudes de Faro, aio do rei Afonso V, e de Ilduara Guterres, de quem teve quatro filhos:
- Gonçalo Froilaz, bispo de Mondoñedo.[2]
- Pedro Froilaz de Trava (m. 1128) conde de Trava e uma das personagens mais relevantes do período medieval na Galiza,[3]  casou por duas vezes, a primeira com Urraca Fróilaz, filha de Froila Arias de Trava e de Ardiu Didaci[2]e a segunda com Gontrodo "Mor" Rodrigues, filha do conde Rodrigo Muñoz e a condesa Teresa.[2]
- Rodrigo Froilaz (m. antes do 6 de avril de 1133), esposo de Guncina Gonçalves,[4] filha de Gonçalo Mendes de Sousa e de Urraca Sanches.
- Visclavara Froilaz, freira no Mosteiro de São Mantinho de Xuvia.[1]

Casou-se depois com Lucia, com que teve a:
- Munia Froilaz (m. c. 1147), casada com Paio Mendes. Foi a fundadora do Mosteiro de São Salvador de Pedroso.[5]
- Ermesinda Froilaz, a esposa de Cresconio Muñiz.[5]